# غوين موفات
غوين موفات (بالإنجليزية: Gwen Moffat)‏ (3 يوليو 1924، برايتون في المملكة المتحدة)؛كاتِبة وروائية بريطانية.